# Vidigueira
Vidigueira ist eine Kleinstadt (Vila) in Portugal mit 2659 Einwohnern (Stand 19. April 2021). Vidigueira gilt als eines der landwirtschaftlichen Zentren des Alentejo. Hier werden neben Oliven und deren Verarbeitung zu Öl auch vorzügliche Weine hergestellt. Vidigueira liegt an der Weinroute des Alentejo.

## Geschichte

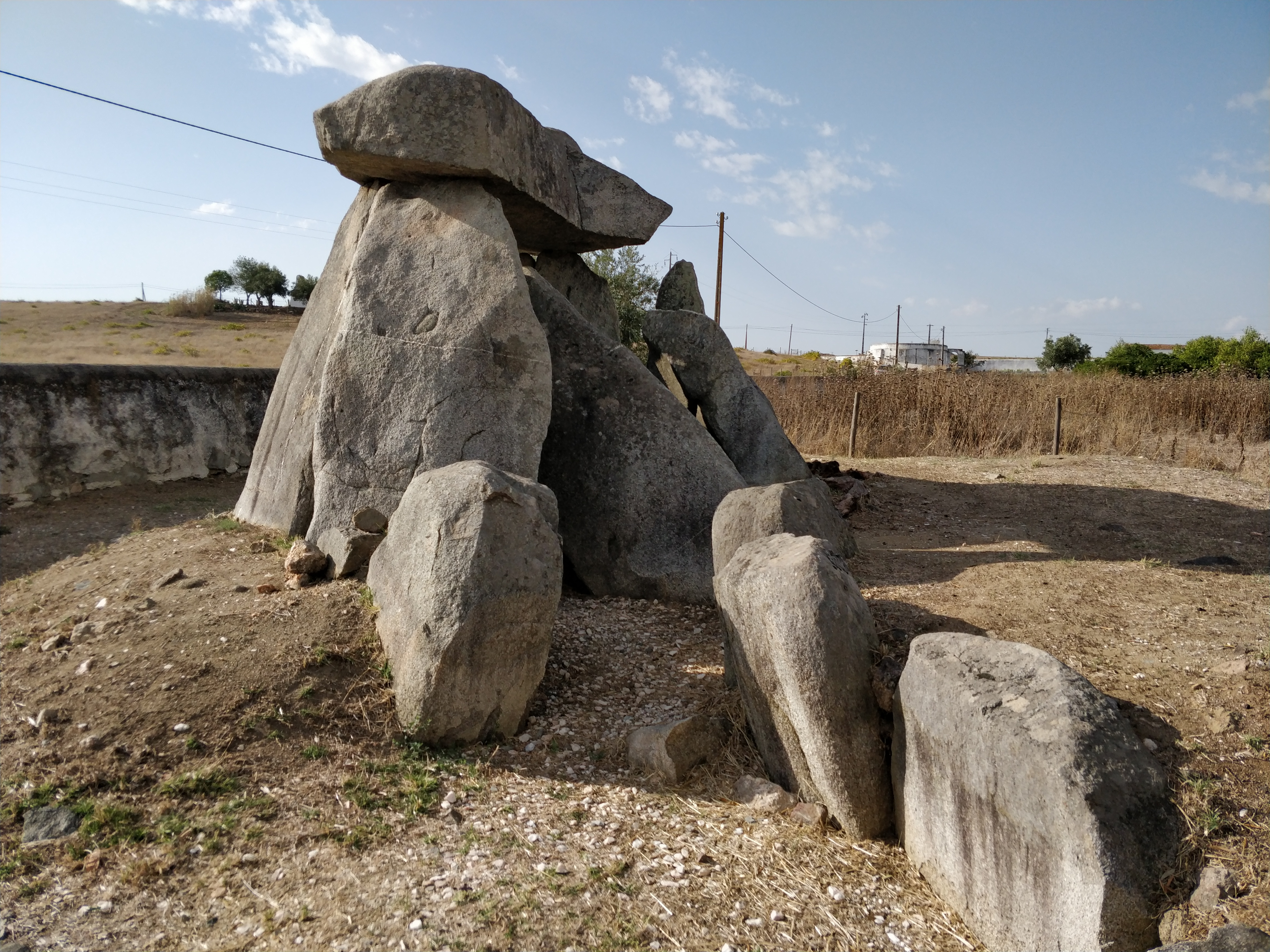
Anta von Vidigueira

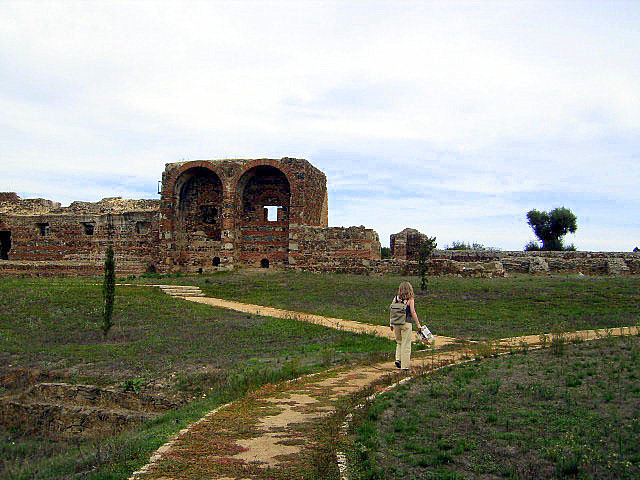
Ausgrabungsstätte São Cucufate

In der Nähe von Vidigueira findet sich die von Georg und Vera Leisner untersuchte Anta von Vidigueira und die römische Ausgrabungsstätte São Cucufate bei Vila de Frades. Hier haben römische Adelige ca. 400 v. Chr. damit begonnen, einen herrschaftlichen Bauernhof mit Badehaus und Kapelle herzustellen. In der Vorhalle des Rathauses befindet sich eine spätwestgotische Reliefplatte. 
Die heutige Gemeinde wurde in der Regierungszeit D.Afonsos III. geschaffen, Mitte des 13. Jahrhunderts und im Zuge der Besiedlungspolitik nach Abschluss der Reconquista. Vidigueira wurde zuerst im Jahr 1255 dokumentarisch erwähnt, als noch unbedeutender Ort. Das Gebiet wurde 1385 dem Ritter Nuno Álvares Pereira vermacht, in Anerkennung seiner Verdienste um die Unabhängigkeit des Königreich Portugals in der Revolution von 1383. Unter der Regentschaft D.Manuels I. fiel das Gebiet zurück an die Krone. 1519 erhielt Vidigueira erste Stadtrechte, und Vasco da Gama wurde Graf von Vidigueira (Primeiro Conde da Vidigueira).

## Wirtschaft
Vidigueira ist durch die Produktion von gutem Wein und Olivenöl überregional bekannt. In den letzten Jahren wurde die Qualität dieser Produkte durch die ansässige Genossenschaft (1957 gegründet) weiter gesteigert. In den Jahren 2006 und 2007 gewann man mit dem neuen Olivenölprodukt „Relíquia da Vidigueira“ nationale Preise. Im Bereich der Weinvermarktung sind die Weine der Marke Navegantes inzwischen landesweit bekannt und beliebt. Auf der jährlichen Veranstaltung Pão e Laranjas (Brot und Orangen) werden die landwirtschaftlichen Produkte der Umgebung gezeigt und angeboten. Der Turismo rural (Ländlicher Tourismus) spielt seit einiger Zeit auch eine wachsende Rolle in Vidigueira. Die Kreisverwaltung wirbt im Web für die Region. Vidigueira ist auch der Name einer Weinanbauunterregion im Alentejo.

## Verwaltung

### Kreis
Vidigueira ist Sitz eines gleichnamigen Kreises (Concelho) im Distrikt Beja. Am 19. April 2021 hatte der Kreis 5175 Einwohner auf einer Fläche von 316,6 km².
Die Nachbarkreise sind (im Uhrzeigersinn im Norden beginnend): Portel, Moura, Serpa, Beja sowie Cuba.
Die folgenden Gemeinden (Freguesias) liegen im Kreis Vidigueira:

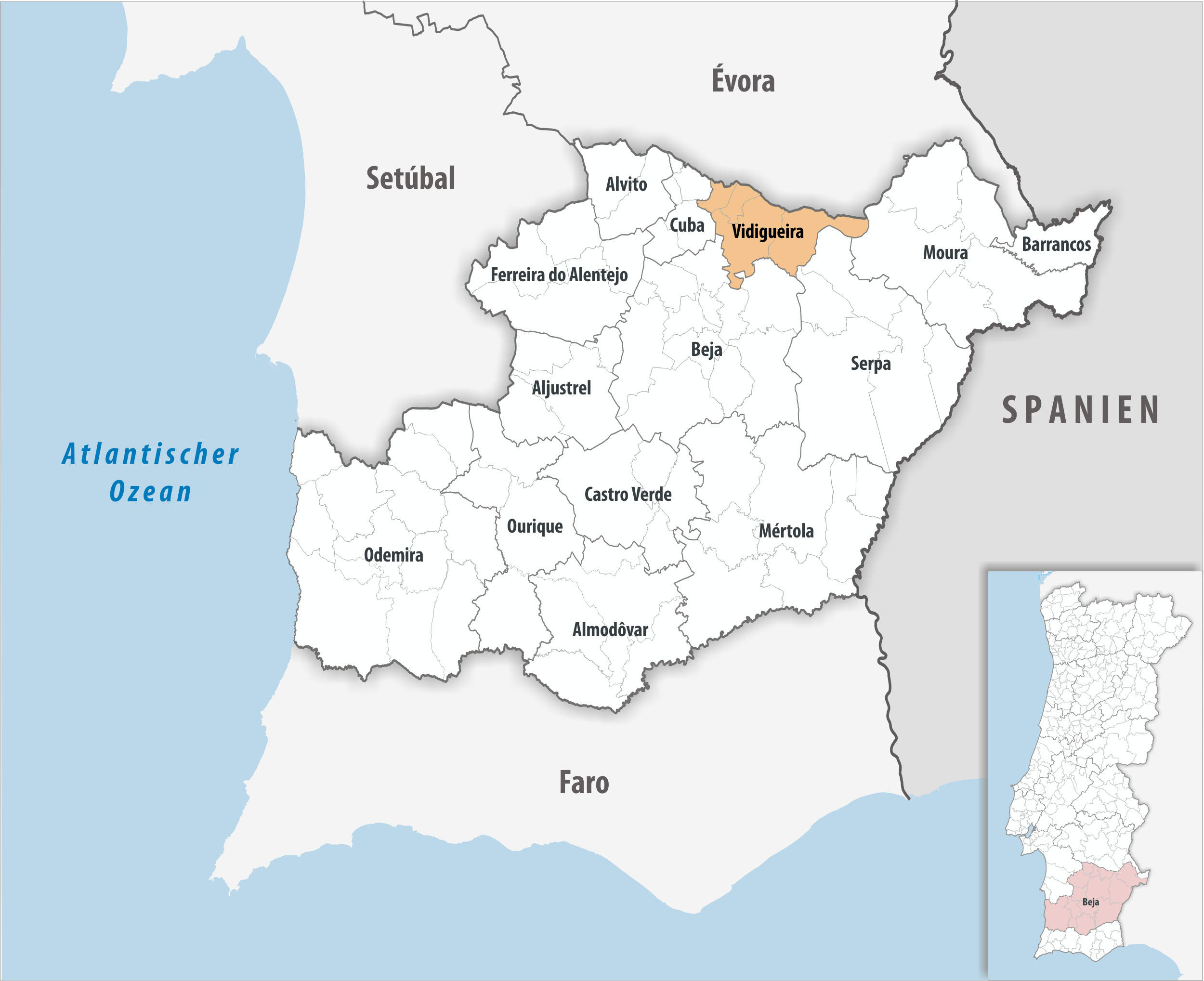
Kreis Vidigueira

| Gemeinde         | Einwohner (2021) | Fläche km² | Dichte Einw./km² | LAU- Code |
| ---------------- | ---------------- | ---------- | ---------------- | --------- |
| Pedrógão         | 937              | 125,69     | 7                | 021401    |
| Selmes           | 780              | 137,47     | 6                | 021402    |
| Vidigueira       | 2.659            | 27,83      | 96               | 021403    |
| Vila de Frades   | 799              | 25,62      | 31               | 021404    |
| Kreis Vidigueira | 5.175            | 316,61     | 16               | 0214      |

### Bevölkerungsentwicklung
| Einwohnerzahl im Kreis Vidigueira (1801–2011) | Einwohnerzahl im Kreis Vidigueira (1801–2011) | Einwohnerzahl im Kreis Vidigueira (1801–2011) | Einwohnerzahl im Kreis Vidigueira (1801–2011) | Einwohnerzahl im Kreis Vidigueira (1801–2011) | Einwohnerzahl im Kreis Vidigueira (1801–2011) | Einwohnerzahl im Kreis Vidigueira (1801–2011) | Einwohnerzahl im Kreis Vidigueira (1801–2011) | Einwohnerzahl im Kreis Vidigueira (1801–2011) | Einwohnerzahl im Kreis Vidigueira (1801–2011) |
| --------------------------------------------- | --------------------------------------------- | --------------------------------------------- | --------------------------------------------- | --------------------------------------------- | --------------------------------------------- | --------------------------------------------- | --------------------------------------------- | --------------------------------------------- | --------------------------------------------- |
| 1801                                          | 1849                                          | 1900                                          | 1930                                          | 1960                                          | 1981                                          | 1991                                          | 2001                                          | 2011                                          |                                               |
| 3277                                          | 5759                                          | 8813                                          | 10621                                         | 10594                                         | 7405                                          | 6305                                          | 6188                                          | 5934                                          |                                               |

### Kommunaler Feiertag
- Christi Himmelfahrt

### Städtepartnerschaften

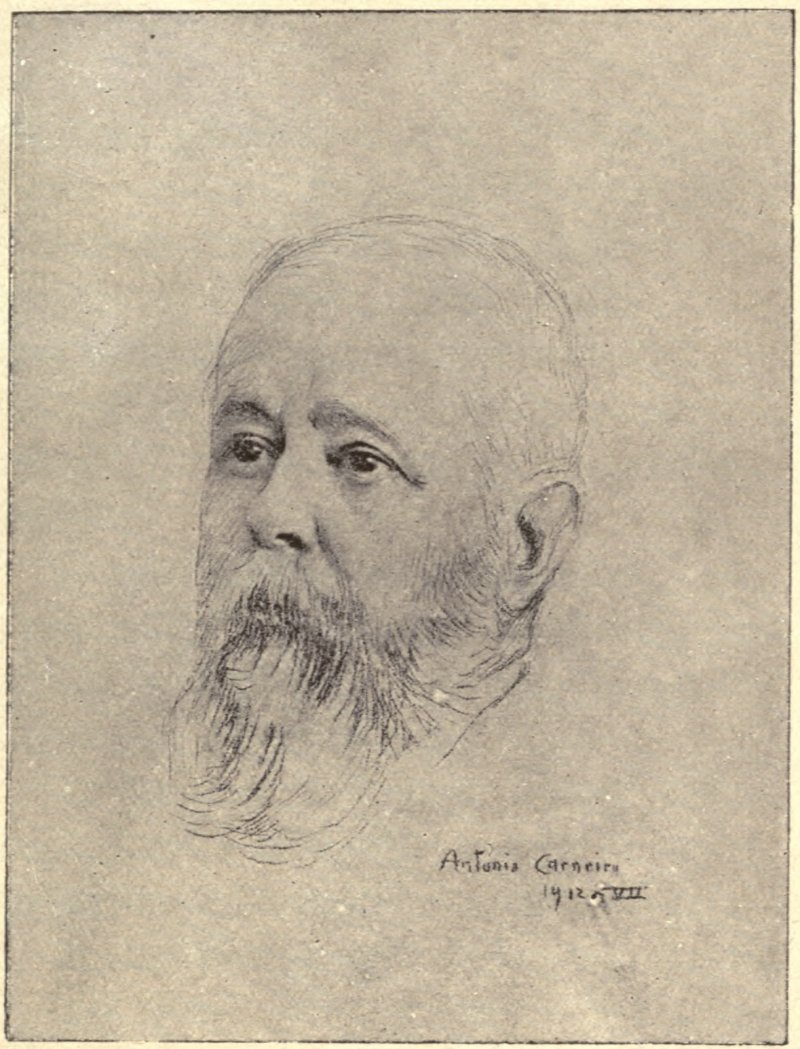
Fialho de Almeida

- Portugal: Sines
- Portugal: Nisa
- Portugal: Évora[6]

## Söhne und Töchter der Stadt
- Aquiles Estaço (1524–1581), humanistischer Schriftsteller, Übersetzer und Philologe
- Frei António das Chagas (1631–1682), Franziskaner und Schriftsteller
- Fialho de Almeida (1857–1911), Schriftsteller und Journalist
- António Arsénio Rosa Bastos (1883–1956), Militär und Kommunalpolitiker

Die Eltern des niederländischen Philosophen Baruch de Spinoza (1632–1677) stammten aus Vidigueira.